# Сухтелен, Пётр Корнилович
Граф (1822) Пётр Корнилович Сухтелен (Иоганн Питер ван Сухтелен; нидерл. Jan Pieter van Suchtelen; 2 августа 1751, Граве, Голландия — 6 января 1836, Стокгольм) — крупный военный инженер нидерландского происхождения, служивший Российской империи в чине инженер-генерала.

## Биография

### Ранние годы
Питер родился 2 августа 1751 года в семье голландского дворянина Корнелиуса ван Сухтелена (1713—1768), происходившего из древнего рода герцогства Юлих-Клевского, осевшего в Нидерландах в XVI веке и с тех пор принадлежащего голландскому дворянству с титулом «jonkheer-ridder». Его отец имел звание майора инженерных войск Нидерландов. В восьмилетнем возрасте Сухтелен был отправлен в Гронинген для получения там начального образования. В 1765 году возвратился в родительский дом и некоторое время изучал математику под непосредственным руководством своего отца, после чего был вновь отправлен в Гронинген и учился на математическом отделении в университете этого города.
В 1768 году поступил на службу в голландскую армию в звании лейтенанта инженерных войск. Принимал участие в войнах с Англией в 1773 — 1774 и 1778 — 1779 годах. В 1779 году получил звание капитана, а в 1783 году был повышен до подполковника. Некоторое время преподавал математику в Лейденском университете и служил адъютантом у генерал-майора Карела Дидерика дю Маулина, который с 1774 года был руководителем всех голландских фортификационных работ. В 1778 году Сухтелен сочетался браком с Вильгельминой Амарентиной Хартинг и уехал на жительство в Гаагу, где, в частности, стал членом местной масонской ложи L’Union Royale.
Служба Сухтелена в голландской армии совпала с периодом упадка государства: после неудачных войн с Англией и потери значительной части колониальных владений в Азии партия республиканцев, недовольная штатгальтером Вильгельмом V, потребовала удаления его дяди, герцога Луи-Эрнста Брауншвейг-Вольфенбюттеля, расположенного к англичанам. В то время многие голландские офицеры искали счастья в других государствах; в их числе оказался и Сухтелен.

### Отъезд в Россию
В 1783 году Сухтелен отправился в Россию, где был 4 июля принят императрицей Екатериной II в инженерную службу русской армии в том же звании подполковника и с назначением в Экспедицию водных коммуникаций. В России он сменил своё имя на «Пётр Корнилович Сухтелен». Летом 1785 года Сухтелен занимался осмотром каналов и шлюзов Вышневолоцкой системы, а осенью того же года совместно с другими инженерами приступил к организации работ по прорытию Северо-Екатерининского канала, который должен был соединить реку Северную Кельтму, приток Двины, с рекой Джурич, впадающей в Южную Кельтму, приток Камы, а также подготовил по распоряжению императрицы проект соединения каналами Белого моря, располагающегося на севере России, с Каспийским морем на юге. В 1786 году им также был представлен типовой проект Старо-Калинкина моста через реку Фонтанку в Санкт-Петербурге. В январе 1787 года Сухтелен был повышен в звании до полковника.

После начала в 1788 году Русско-шведской войны был назначен начальником инженерного штаба Финляндской армии. Непосредственно участвовал в боевых действиях и получил ранение. За проявленную в сражениях под Выборгом и Фридрихсгамом, в которых командовал отдельным корпусом, и под Скоби храбрость 14 апреля 1789 года ему было присвоено звание генерал-майора. Кроме того, ему были пожалованы поместье Мяммяля с 300 душ крепостных в районе Аньяланкоски во Фридрихсгамском уезде (юго-восточная Финляндия), золотая шпага, а 17 августа 1789 года он был удостоен ордена Св. Георгия 4-го класса № 642 
За мужественное дело, произведенное за рекою Кюмель, где содержа пост, перешел с отрядом на неприятельскую сторону и взял батарею в три пушки.
 После окончания войны занимался осмотром крепостей на западной и юго-западной границах и принимал участие в сооружении Ревельского военного порта.
После пребывания в течение некоторого периода времени в Нидерландах (1792—1793), Сухтелен был в 1794 году отправлен в Польшу с дипломатическим поручением и для проверки укреплений. Находясь у короля Станислава Понятовского в Варшаве, был ранен во время антироссийского восстания и взят повстанцами в плен, но затем освобождён русскими войсками, под командованием А. В. Суворова, взявшими город.
В последующие годы (1794—1797) занимался осмотром и руководством ремонтными работами крепостей в Виленской губернии, подготовив план укрепления российской границы на этом направлении (частично реализован позднее, после заключения Тильзитского мира в 1807 году). 20 декабря 1797 года, получив звание генерал-лейтенанта, некоторое время возглавлял инженерную часть Финляндского департамента, позже работал в департаменте водных коммуникаций, а затем путешествовал по России с целью осмотра всех укреплений от Белого моря до Чёрного, от Херсона до Риги и Ревеля. 29 июня 1799 года получил звание полного инженер-генерала и был назначен императором Павлом I командовать инженерными частями сначала в Киеве, затем в Риге, курируя Эстляндскую и Лифляндскую инспекции, а затем был отправлен с инженерным корпусом в Архангельск, где оставался до вступления на престол в 1801 году императора Александра I.
Последний уже в том же 1801 году отозвал его обратно в столицу империи, Санкт-Петербург, назначив его в 1802 году управляющим свитой по квартирмейстерской части. Он также стал директором Картографического института, занимаясь на этой должности, в частности, работами по созданию столистовой карты. Будучи генерал-квартирмейстером, он уделял большое внимание комплектованию императорской свиты грамотными офицерами; под его непосредственным руководством проводились военно-топографические съёмки и военно-учебные экспедиции.

### Служба во время Наполеоновских войн
В 1805 году Сухтелен принимал участие в Ганноверском походе и возглавлял инженерные войска во время осады Гаммельна. В том же году участвовал, находясь в составе свиты императора, в Аустерлицкой битве. В октябре 1806 года вместе со своими детьми он был принят по прошению в вечное подданство России.
В 1807 году Сухтелен превратил, по Высочайшему повелению, Брест-Литовск в опорный пункт обороны западной границы империи и составляет проект новой крепости, так как до того граница эта была практически открыта; но Отечественная война 1812 года помешала осуществлению этих замыслов.
После начала в 1808 году Русско-шведской войны получил назначение начальником штаба Финляндской армии и советником при главнокомандующем графе Буксгевдене. В этой должности принял деятельное участие в выработке общего плана кампании, не в последнюю очередь благодаря знанию местности, полученному во время участия в войне 1789 года и инспектирования в мирное время укреплённых пунктов вдоль шведской границы. Руководил обложением и осадой крепости Свартгольма, с 18 февраля участвовал в осаде Свеаборга, занимавшего стратегическое положение на южном побережье Финляндии, используя во время осады в том числе трофейные орудия, захваченные в Гельсингфорсе и других оставленных шведами местах. Буксгевден в то время лично руководил войсками под Або, ввиду чего командование осадой Свеаборга было возложено на Сухтелена. Благодаря его успешному руководству, несмотря на недостаток в осадных средствах, и умелому моральному воздействию на коменданта и гарнизон крепости, уже после первой бомбардировки шведы согласились на переговоры, итогом которых стал подписанный 25 марта договор, согласно которому Свеаборг был уступлен России. За этот успех Сухтелен был удостоен золотой шпаги с алмазами. Во время дальнейших военных действий продолжал руководить инженерными войсками, играя заметную роль в штабе главнокомандующих. Пользуясь после сдачи Свеаборга репутацией искусного дипломата, получал право вести переговоры с противником в различных затруднительных ситуациях, таких как заключение конвенции 7 сентября в Лохтео и решение вопроса о перемирии 4 марта 1809 года. Сухтелен непосредственно принимал участие в мирных переговорах со шведами, показав на них свои дипломатические способности. Их итогом стало подписание Фридрихсгамского мира, по условиям которого Швеция уступала России Финляндию и была установлена современная финско-шведская граница. Сухтелен оставил описание этой войны на французском языке, озаглавленное «P. de Suchtelen. Précis des événements militaires des campagnes de 1808 et 1809 en Finlande dans la derniére guerre entre la Russie et la Suède». После завершения боевых действий и заключения мира он был назначен чрезвычайным послом России в Стокгольме.

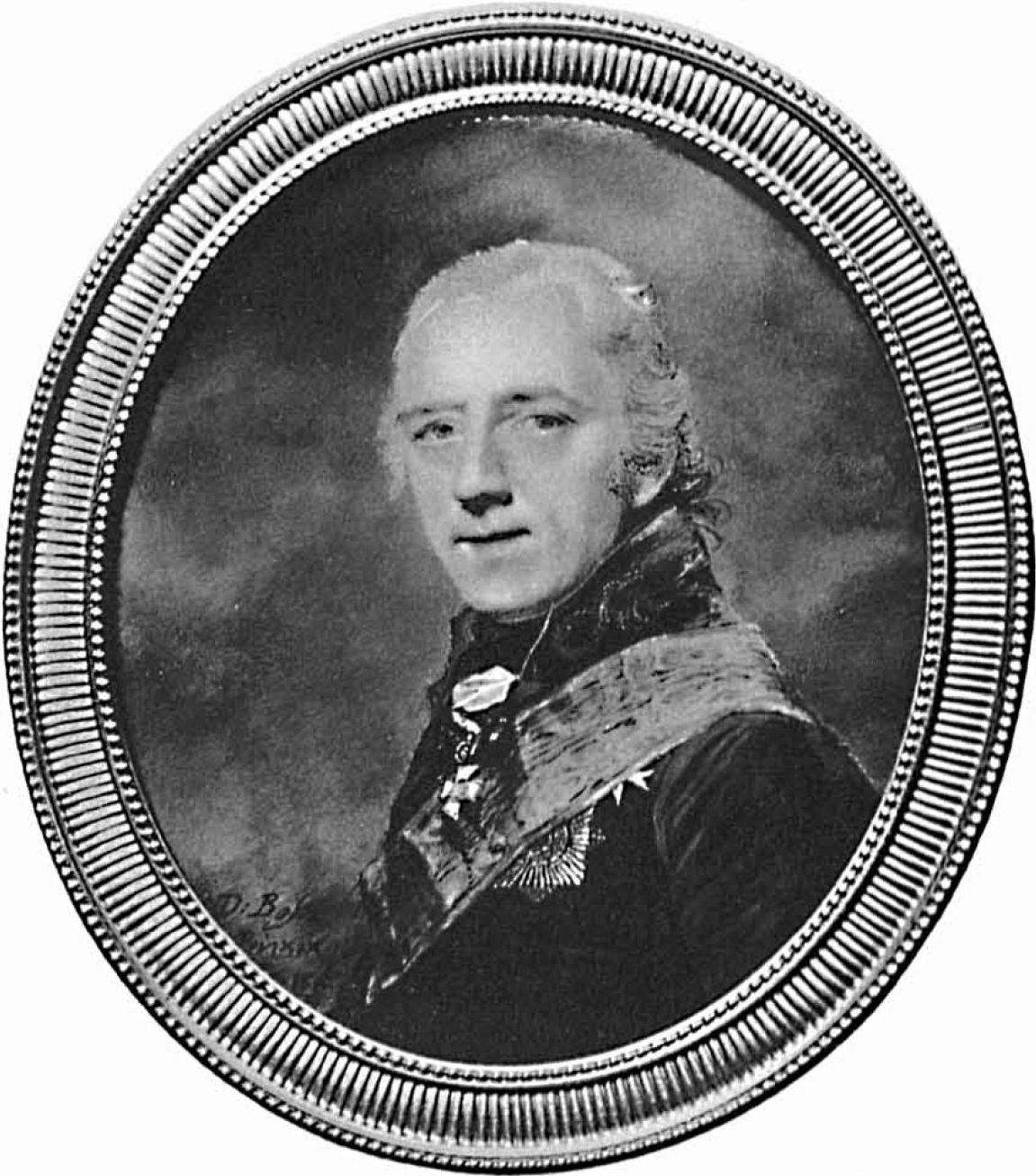

В 1812 году совместно с бароном Николаи возглавлял русскую делегацию на переговорах со Швецией против наполеоновской Франции и на мирных переговорах с Англией, итогом которых стал Эребруский мир между Англией с одной стороны и Российской империей и Швецией — с другой. По воспоминаниям современников, Сухтелен во главе делегации проводил переговоры с психологической проницательностью и дипломатическим мастерством. 6 сентября того же года после подписания мирного договора он был возведён вместе со своим потомством в бароны великого княжества Финляндского императором Александром I. В следующем году Сухтелен, находившийся в дружественных отношениях с Бернадоттом, сопровождал его в походе, находясь в статусе начальника русской военной миссии при штабе Северной армии, и участвовал во всех битвах этого воинского соединения в северной Германии, в том числе при Гросберене, Денневице и так называемой Битве народов под Лейпцигом.
В 1813 году Сухтелен был представлен голландскому правительству в изгнании, пребывавшему в Берлине. В 1814 году под его руководством велись инженерные работы во время осады Гамбурга. Участвовал также в подписании мирного договора России с Данией. В 1814 году принял участие в захвате Швецией Норвегии у Дании, лично сопровождая Бернадотта в предпринятой экспедиции. В том же году принял участие в подписании Кильских мирных договоров, по итогам которых Норвегия передавалась Швеции. Так прекратила своё существование многовековая Кальмарская уния.
После заключения Парижского мира, Сухтелен возвратился к обязанностям чрезвычайного посла и полномочного министра в Стокгольме, занимая эту должность почти до конца жизни и пользуясь на ней уважением со стороны королевского двора, общественности и дипломатов благодаря своему характеру и эрудиции. Его дом как в 1810—1811, так и в 1814—1836 годах был местом частых встреч шведских деятелей культуры.

### Поздние годы
22 января 1822 года Сухтелен был вместе со потомством возведён в графское достоинство великого княжества Финляндского.

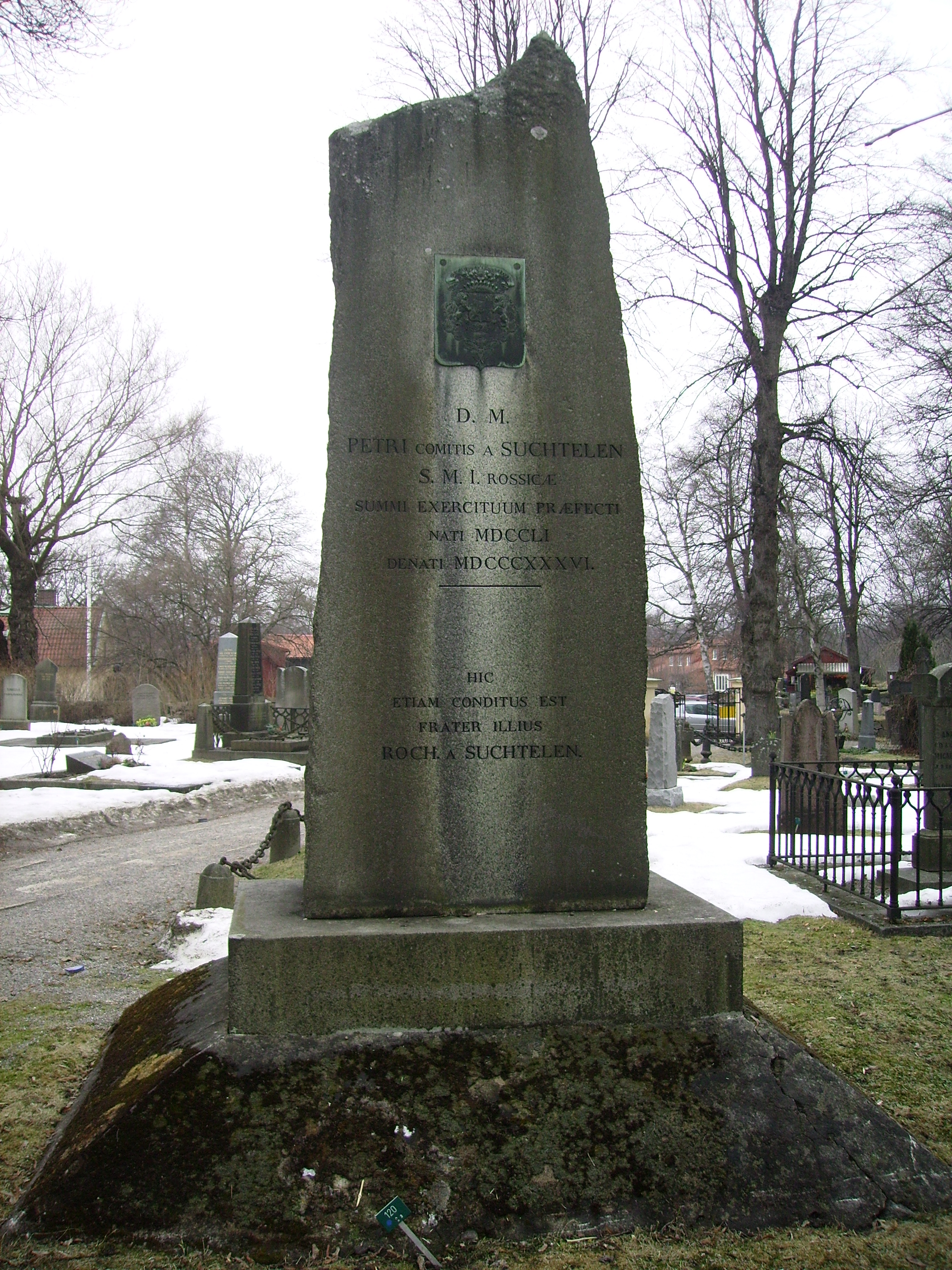
Могила Петра Сухтелена

Состоял, помимо исполнения посольских обязанностей, членом Государственного совета, почётным членом Императорской военной академии и инспектором Инженерного корпуса. Имел множество наград, в том числе орден Святого Андрея Первозванного, получив сначала его большой крест (1825), а затем — алмазные знаки к нему (1834). На юбилейной медали «В память 50-летия Корпуса военных топографов» была выгравирована его фамилия. Сухтелен на протяжении 20 лет служил российским послом в Швеции и оставался в Стокгольме до своей кончины в 1836 году. Шарлотта Дисброу, дочь британского дипломата Эдварда Кромвеля Дисброу, писала в своих мемуарах, что встретилась с Сухтеленом при шведском дворе в 1835 году. Сухтелена сопровождали два его брата, Абрахам и Рох, служившие у него в качестве секретарей. По словам Дисброу, Сухтелен имел очень высокий статус при дворе и такие привилегии, которых не было у других иностранных послов.
Во время приездов в Санкт-Петербург, Сухтелен в последние годы своей жизни жил в роскошных покоях опустевшего Михайловского замка, где ему была отведена обширная квартира. В бывшем тронном зале Павла І находился его кабинет и помещалась библиотека, представлявшая собрание редких книг и рукописей преимущественно по инженерному делу.
Во время похорон Сухтелена в церкви Адольфа-Фредрика в Стокгольме, состоявшихся спустя двенадцать дней после его смерти 6 января 1836 года, было произведено 128 пушечных залпов. Он был похоронен на Северном кладбище в районе Сольна, в окрестностях Стокгольма.
В честь П. К. Сухтелена названа бухта Сухтелена [Иванай] (Японское море, остров Хоккайдо, 42°59′ с.ш., 140°31′ в.д., название бухте присвоено в 1805 году И. Ф. Крузенштерном).

## Коллекции
Сухтелен было хорошо известен как коллекционер книг, рукописей, медалей, картин, подписей и автографов. Его обширная коллекция книг (около 26000 экземпляров), рукописи (около 260, в том числе средненидерландские рукописи Библии) и автографов (13000) после его смерти была приобретена императором Николаем I для Императорской библиотеки в Санкт-Петербурге.
По утверждению шведского издателя Иогана Аскелёфа, Пётр Корнилович всю свою жизнь сохранял «стремление к универсальности, составлявшую в нем столь отличительную черту и характерно проявившуюся в методе, по которой он составлял свою библиотеку». Другой литератор, М.Я. Крузенстольпе, утверждал: «Относительно книжной коллекции Сухтелена можно сказать, что ученый русский генерал мало заботился о стоимости книг и рукописей вообще, лишь бы только они интересовали его».
Основная часть этой коллекции в настоящее время находится в Российской государственной публичной библиотеке. Здесь 13—14 октября 1997 года состоялась конференция, посвящённая Петру Корниловичу Сухтелену и двум его сыновьям, организованная совместно с нидерландским консульством в Санкт-Петербурге.
Часть его коллекции была в 1930 году выставлена советским правительством на аукцион. Были проданы латинский перевод Аристотеля (выпущен в Страсбурге в 1469 году), издание проповедей святого Бернарда Клервоского (Майнц, 1475) и два различных издания «О граде Божьем» Августина (Париж, 1468 и Майнц, 1473).
Порядка 30 тысяч научных трудов (диссертаций, речей и диспутов) из коллекции Сухтелена были после его смерти переданы в дар библиотеке университета Гельсингфорса. Его личный архив, в том числе переписка, в настоящее время находится в Российском государственном военно-историческом архиве, Российской национальной библиотеке.

## Награды
российские:
- Орден Святого Владимира 4-й ст. (05.03.1786)
- Орден Святого Георгия 4-й ст. (17.08.1789)
- Орден Святого Владимира 2-й ст. (1792)
- Орден Святой Анны 1-й ст. (29.06.1799)
- Орден Святого Иоанна Иерусалимского почетный командор (1799)
- Орден Святого Александра Невского (02.05.1803)
- Орден Святого Владимира 1-й ст. (30.03.1808)
- Золотая шпага «За храбрость» (1809)
- Орден Святого Андрея Первозванного (22.08.1826)
- Знак отличия «за L лет беспорочной службы» (1834)[25]
- Алмазные знаки к Ордену Святого Андрея Первозванного (05.12.1834)
- Золотая шпага «За храбрость» с алмазами[26].

иностранные:
- Шведский Орден Серафимов (30.12.1814)
- Цепь к шведский Ордену Серафимов (28.04.1815)
- Шведский Орден Меча